# Вапівці
Вапівці (пол. Wapowce) — село в Польщі, у гміні Перемишль Перемишльського повіту Підкарпатського воєводства, у межах етнічної української території Надсяння. Населення — 463 особи (2011).

## Розташування
Розташоване на лівому березі річки Сян, за 7 кілометрів від Перемишля. Із західного, північного та східного боків оточене лісовим масивом; із півночі обмежене руслом та заплавою річки Сян.

## Історія
Ранні відомості про село належать до початку XV століття, коли воно стало родовим осередком магнатського роду Ваповських, котрі, як припускають, прибули на галицькі землі з Польщі. Протягом своєї історії село змінило кілька власників. У кінці XVI століття знаходилось у власності Любомирських, у 1617 році потрапило до володінь Анни Понятовської. На початку ХІХ століття новий власник Вапівців Городицький почав будівництво церкви св. Миколая, яка була завершена вже князем Левом Сапігою, у руках якого село опинилось у 1835 році. Відомості про освячення церкви відносяться до 1875 року.
У 1880 році в селі нараховувалось 379 мешканців, серед яких українці греко-католики становили 87 %. У 1921 році населення зросло до 739 осіб, фактично всі греко-католицького віровизнання. У 1938 році перед церквою було поставлено хрест з нагоди 950-ліття Хрещення Русі. Через рік тут переховувалась родина Сапіг, що втікала із Красичина від більшовиків. На 1.01.1939 в селі було 860 мешканців (з них 680 українців-грекокатоликів, 145 українців-римокатоликів, 20 поляків, 15 євреїв). Село входило до ґміни Кіньківці Перемишльського повіту Львівського воєводства. Напередодні виселення українців з їх етнічних земель в рамках операції «Вісла» українська греко-католицька парафія Вапівців (разом із дочерніми церквами в Бовино і Кіньківцях) налічувала 1500 парафіян.
У 1945 році після виселення влітку українців, щоб запобігти поселенню на їх місце поляків, сотнею ОУН «Бурлаки» 27 жовтня будівлі села були спалені. Вапівчани були переселені на територію УРСР, а на їх місце заселені поляки із території Радянського Союзу. Станом на початок ХХІ століття кількість населення Вапівців становила близько 350 осіб.
У 1975—1998 роках село належало до Перемишльського воєводства.

## Демографія
Демографічна структура станом на 31 березня 2011 року:
|          | Загалом | Допрацездатний вік | Працездатний вік | Постпрацездатний вік |
| -------- | ------- | ------------------ | ---------------- | -------------------- |
| Чоловіки | 234     | 61                 | 159              | 14                   |
| Жінки    | 229     | 50                 | 140              | 39                   |
| Разом    | 463     | 111                | 299              | 53                   |

### Церква
Мурована церква св. Миколая збудована в 1876, була парафіяльною, належала з 1920 р. до Перемиського деканату Перемишльської єпархії УГКЦ. Церква після виселення українців перетворена на костел. Вигляд куполу був змінений на гострокутний; свої первісні форми зберіг із середини споруди.

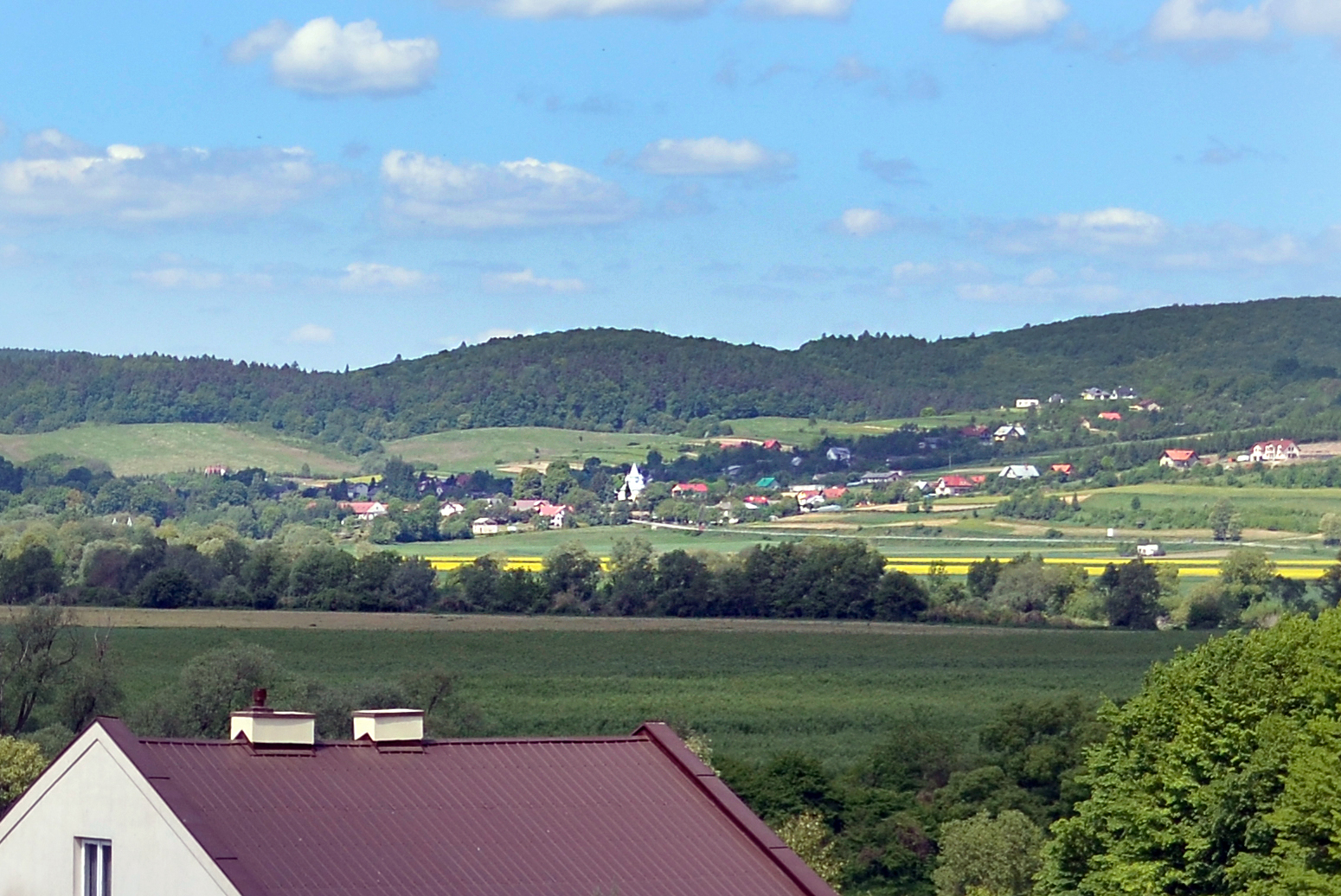
Вид на село з боку Перемишля
Купол церкви, видимий у первісних формах зсередини споруди.
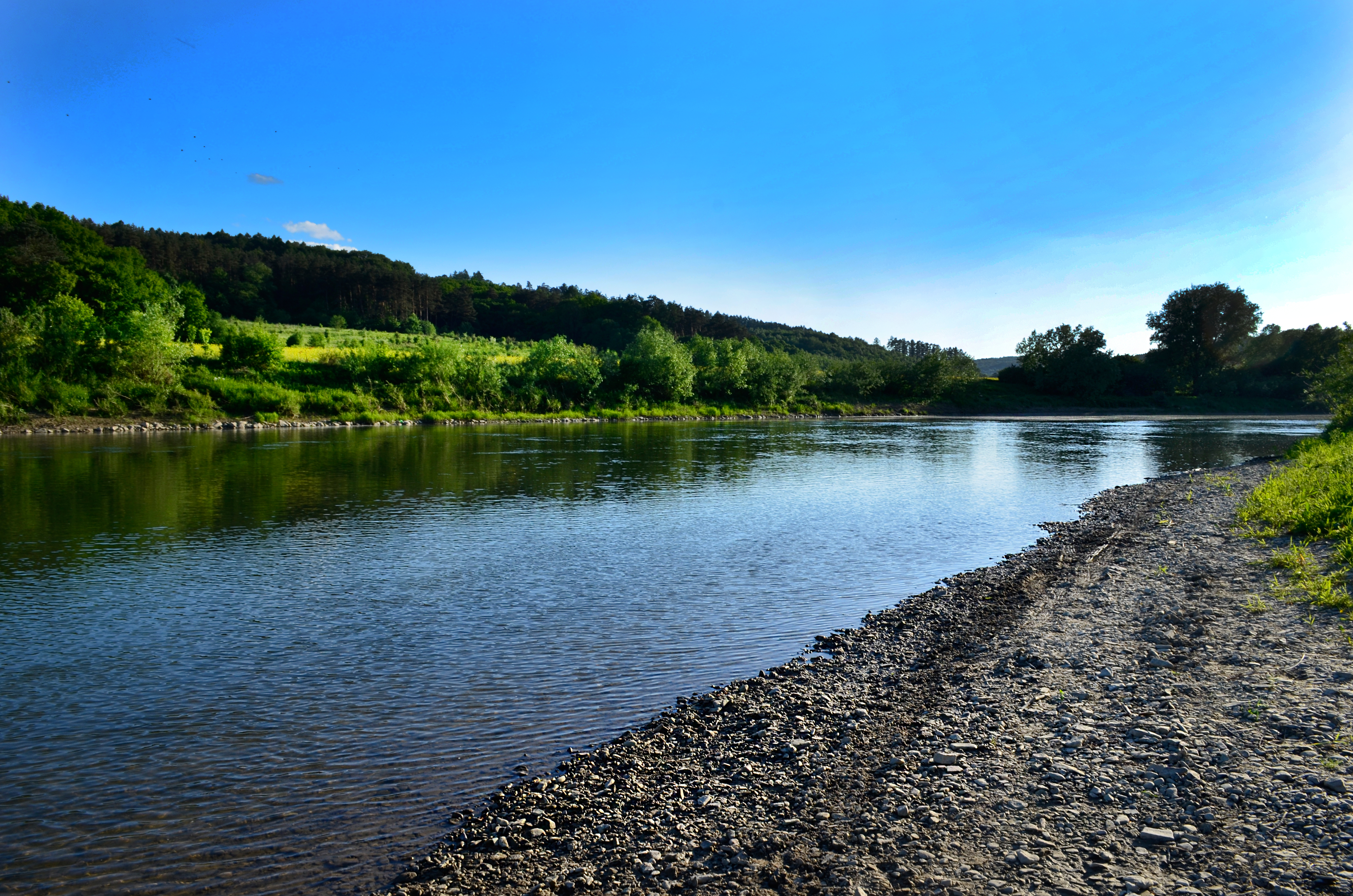
Річка Сян у Вапівцях
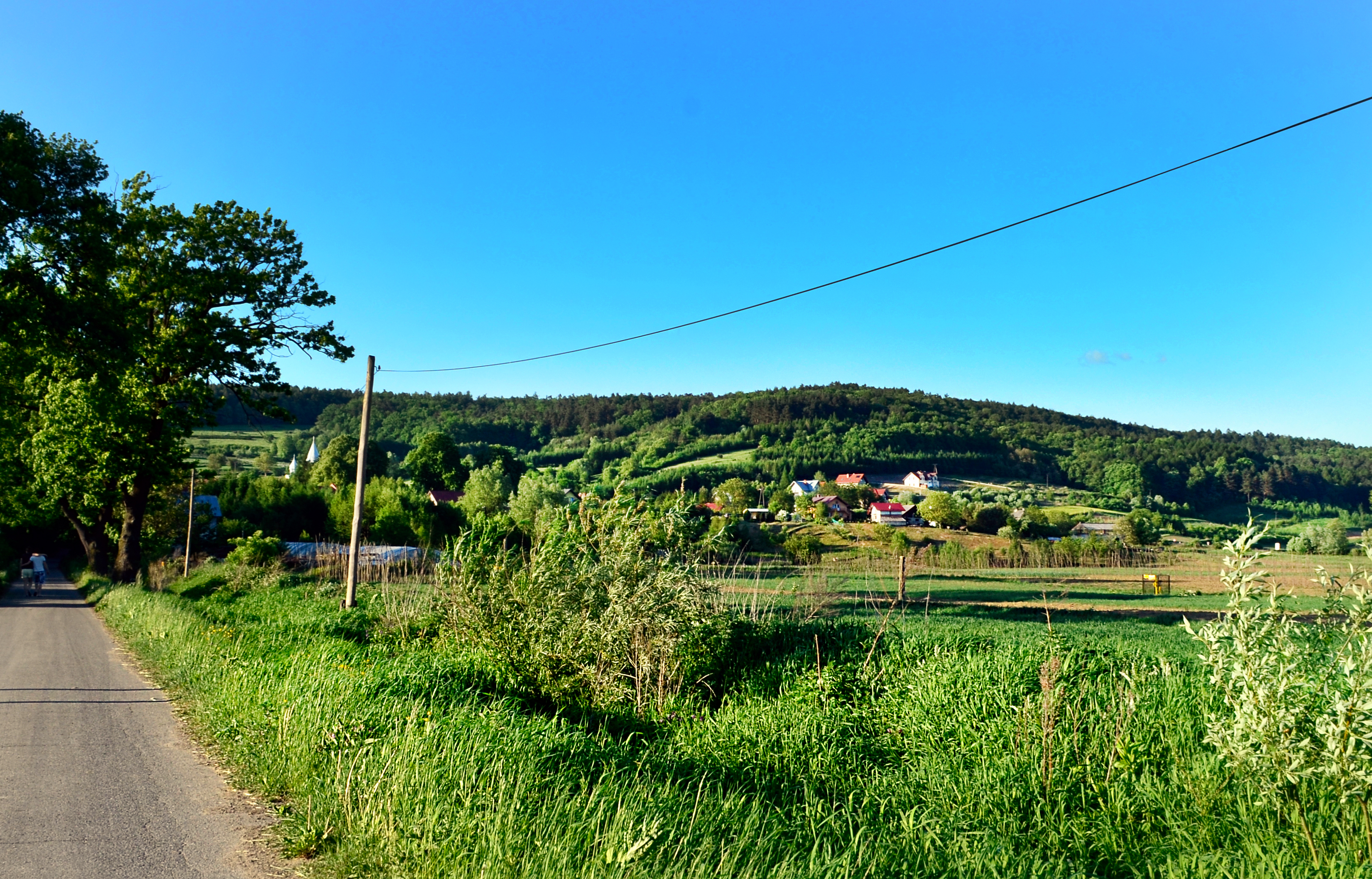
Вид на село з боку р.Сян
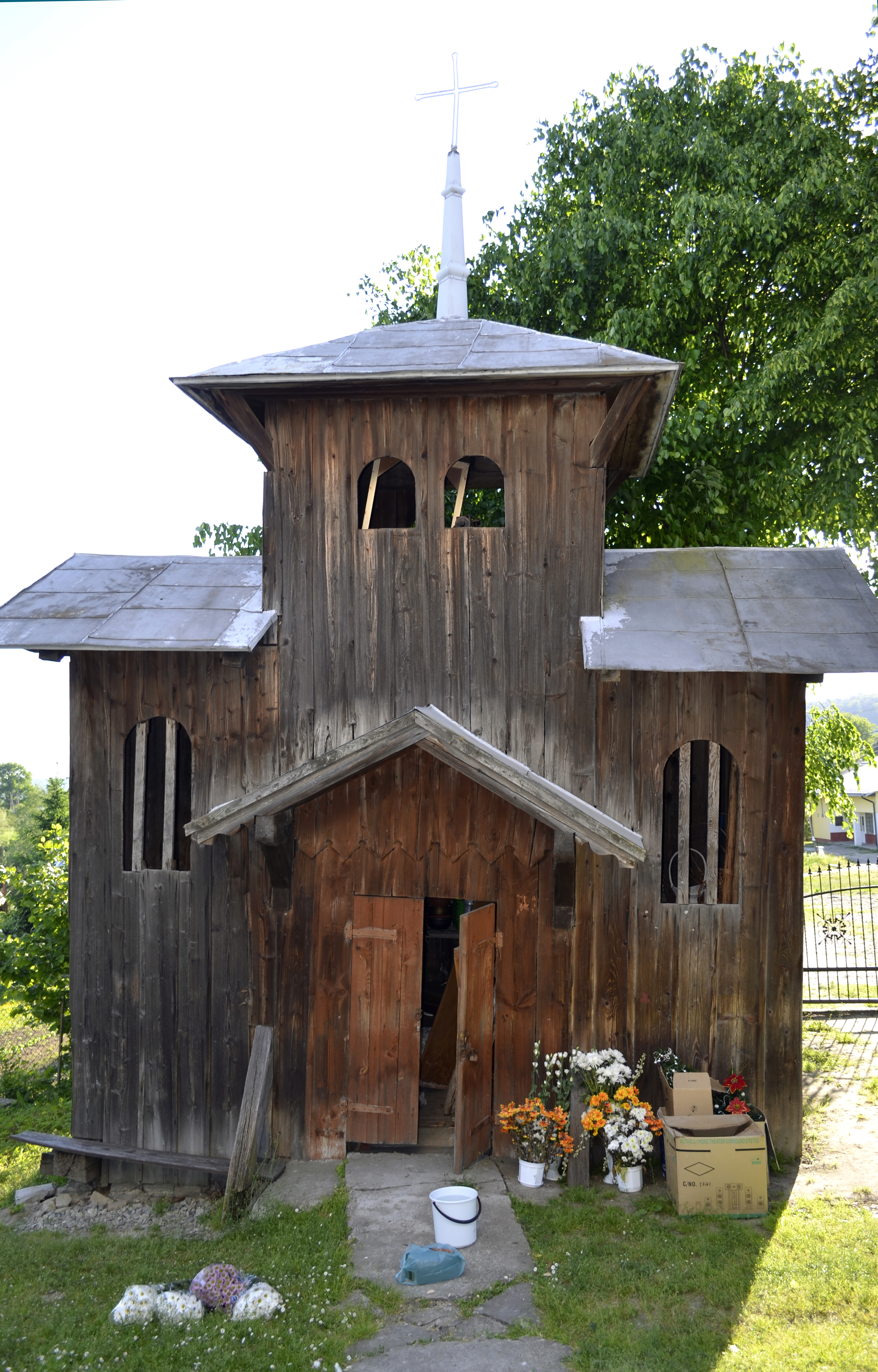
Дзвіниця колишньої церкви св. Миколая